# Clube Desportivo Nacional
Pour les articles homonymes, voir Nacional.
Maillots
Actualités
Le Clube Desportivo Nacional est un club de football portugais, fondé à  Madère le 8 décembre 1910, qui joue à Funchal (Île de Madère). Il est communément appelé de différentes manières, Nacional de Madère ou simplement Nacional.
La principale activité de ce club omnisports (et la plus connue) est le football professionnel. Il gère aussi un centre de formation, du futsal, un club de football féminin, du football américain, de la natation, un club automobile, du tennis, du billard et un club de gymnastique (rythmique et artistique).

## Histoire
Le 8 décembre 1910, Antonino Figueira fonde officiellement le Nacional Sport Grupo. Lors d'une réunion, les dirigeants décident d'attribuer le noir et le blanc au club. Puis en 1922, le club change de nom pour devenir le Clube Desportivo Nacional. L'équipe commence alors à obtenir de bons résultats dans les compétitions régionales.
En 1923, les dirigeants du CD Nacional, désireux d'assurer la continuité du club, fondent une équipe jeune, la première créée sur l'île de Madère. L'équipe première dispute le championnat de football de Madère pour la première fois en 1926.
En juin 1927, les noirs et blancs disputent le match d'inauguration de leur nouveau stade ; l'Estádio dos Barreiros, face au Vitoria Sétubal (0-0).
Le CD Nacional connaît son apogée entre 1934 et 1945, où l'équipe remporte trois fois le championnat de Madère, et accède à l'élite : le championnat du Portugal.
Parallèlement, le club développe ses différentes sections. Ainsi, en 1947, deux de ses nageurs ; Vasco de Abreu et José Da Silva, sont sacrés champions nationaux. L'équipe de volley-ball se fait également remarquer en première division portugaise.
Lors de la saison 1975-1976, les Madérois accèdent à la troisième division, puis à la deuxième division en 1977-1978, avant d'atteindre l'élite en 1987-1988. Ils parviendront à se maintenir trois ans au plus haut niveau national, avant de redescende en deuxième division, en 1990. Le club connaît alors une période médiocre, vagabondant entre la deuxième et troisième division, avant d'enfin retrouver l'élite en 2001-2002, où l'équipe obtiendra des résultats corrects.
L'un des moments les plus importants de l'histoire du club a lieu en 2003-2004, ou l'équipe, menée par l'entraîneur José Peseiro, devient véritablement l'une des meilleures du pays. Le CD Nacional obtient d'excellents résultats et possède la meilleure attaque du championnat à domicile. Les Madérois terminent quatrième, et parviennent ainsi pour la première fois de leur histoire à se qualifier pour les préliminaires d'une compétition européenne. Lors de la saison 2004-2005, les joueurs disputent donc la Coupe de l'UEFA (actuelle Ligue Europa), où ils sont éliminés au premier tour de qualification par le Séville FC (4-1 score cumulé).
En 2005-2006, le CD Nacional termine cinquième du championnat et reproduit l'exploit de se qualifier pour la Coupe de l'UEFA, où ils se feront cette fois-ci éliminer en deuxième tour de qualification face aux Roumains du FC Rapid Bucarest (3-1 score cumulé). La saison 2006-2007 est également marquée par la montée de l'équipe Junior en première division portugaise, une première dans l'histoire du club.
Le 16 novembre 2007 est un jour important pour l'histoire du club. En  effet, la cité sportive ; le nouveau complexe du club, est inaugurée, avec un match entre le CD Nacional et le SL Benfica.
En 2009, les noirs et blancs finissent de nouveau à la quatrième place du championnat, et se qualifient pour les plays-offs de la Ligue Europa. Le 27 août est un jour extraordinaire : le club parvient à éliminer le grand Zénith Saint-Pétersbourg (4-3 à Madère, 1-1 en Russie), et se qualifie pour la première fois de son histoire pour la phase finale d'une compétition européenne, où ils seront éliminés en phase de groupe. Les noirs et blancs pourront néanmoins se targuer d'être l'unique équipe madéroise à être arrivée jusque-là.
Le 8 décembre 2010, le club fête ses 100 ans d'existence avec un gala.
En 2011, après une victoire 2-0 face à SC Beira-Mar, le CD Nacional se qualifie pour sa quatrième participation à la Ligue Europa, ou l'équipe se fera éliminer en play-offs face aux Anglais de Birmingham City FC.
En 2012, les joueurs remportent le prestigieux trophée Ramon Carranza, après une victoire 3-2 face au Rayo Vallecano. Parallèlement, l'année suivante, l'équipe de football de plage est sacrée bi-champions national.
En 2014, le CD Nacional décroche sa cinquième qualification en Ligue Europa, et s'incline en play-offs face au FK Dynamo Minsk (2-0 score cumulé).

## Palmarès
- Liga de Honra (deuxième division) :
  - Vainqueur : 2018
  - Troisième du championnat : 2002

- II Divisao B (troisième division) :
  - Champion : 1997 et 2000

- Coupe UEFA :
  - 2 participations : 2004-2005 et 2006-2007

- Ligue Europa :
  - 1 participation : 2009-2010

- Coupe de Madère :
  - Vainqueur : 1944, 1945, 1974, 1975, 2002 et 2008

- Championnat régional de Madère :
  - Champion : 1935, 1937, 1939, 1942, 1943, 1944, 1969 et 1975

- Tournoi do Vidro[4] : 
  - Vainqueur : 2003

- Trophée Ramon Carranza :
  - Vainqueur : 2012

## Parcours européen
| Date      | Tour           | Adversaire               | Score aller | Score retour | Compétition  |
| --------- | -------------- | ------------------------ | ----------- | ------------ | ------------ |
| 2004-2005 | 1er tour       | FC Séville               | 0-2         | 1-2          | Coupe UEFA   |
| 2006-2007 | 1er tour       | Rapid Bucarest           | 0-1         | 1-2          | Coupe UEFA   |
| 2009-2010 | 1er tour       | Zénith Saint-Pétersbourg | 4-3         | 1-1          | Ligue Europa |
| 2009-2010 | Phase de poule | Werder Bremen            | 2-3         | 1-4          | Ligue Europa |
| 2009-2010 | Phase de poule | Austria de Vienne        | 1-1         | 5-1          | Ligue Europa |
| 2009-2010 | Phase de poule | Athletic Bilbao          | 1-2         | 1-1          | Ligue Europa |

## Bilan saison par saison
|           | I  | II | III | IV | V |
| 1988-1989 | 10 |    |     |    |   |
| 1989-1990 | 14 |    |     |    |   |
| 1990-1991 | 20 |    |     |    |   |
| 1991-1992 |    | 14 |     |    |   |
| 1992-1993 |    | 13 |     |    |   |
| 1993-1994 |    | 11 |     |    |   |
| 1994-1995 |    | 13 |     |    |   |
| 1995-1996 |    | 16 |     |    |   |
| 1996-1997 |    |    | -   |    |   |
| 1997-1998 |    | 18 |     |    |   |
| 1998-1999 |    |    | 9   |    |   |
| 1999-2000 |    |    | 1   |    |   |
| 2000-2001 |    | 7  |     |    |   |
| 2001-2002 |    | 3  |     |    |   |
| 2002-2003 | 11 |    |     |    |   |
| 2003-2004 | 4  |    |     |    |   |
| 2004-2005 | 12 |    |     |    |   |
| 2005-2006 | 5  |    |     |    |   |
| 2006-2007 | 8  |    |     |    |   |
| 2007-2008 | 10 |    |     |    |   |
| 2008-2009 | 4  |    |     |    |   |
| 2009-2010 | 7  |    |     |    |   |
| 2010-2011 | 6  |    |     |    |   |
| 2011-2012 | 7  |    |     |    |   |
| 2012-2013 | 8  |    |     |    |   |
| 2013-2014 | 5  |    |     |    |   |
| 2014-2015 | 7  |    |     |    |   |
| 2015-2016 | 11 |    |     |    |   |
| 2016-2017 | 18 |    |     |    |   |
| 2017-2018 |    | 1  |     |    |   |
| 2018-2019 | 17 |    |     |    |   |
| 2019-2020 |    | 1  |     |    |   |
| 2020-2021 | 18 |    |     |    |   |
| 2021-2022 |    | 6  |     |    |   |
| 2022-2023 |    | 13 |     |    |   |
| 2023-2024 |    | 2  |     |    |   |

## Personnalités du club

### Effectif professionnel
| N° | Nat.                  | Poste | Nom du joueur                           |
| -- | --------------------- | ----- | --------------------------------------- |
| 1  | Drapeau du Brésil     | G     | Kaique Pereira (on loan from Palmeiras) |
| 2  | Drapeau du Portugal   | D     | João Aurélio (captain)                  |
| 4  | Drapeau du Brésil     | D     | Ulisses                                 |
| 5  | Drapeau du Portugal   | D     | José Gomes                              |
| 6  | Drapeau du Brésil     | M     | Matheus Dias                            |
| 7  | Drapeau du Mozambique | A     | Witi                                    |
| 8  | Drapeau de l'Espagne  | M     | Miguel Baeza                            |
| 9  | Drapeau du Venezuela  | A     | Jesús Ramírez                           |
| 11 | Drapeau du Brésil     | A     | Paulinho Bóia                           |
| 12 | Drapeau du Brésil     | G     | César Augusto                           |
| 14 | Drapeau du Cap-Vert   | D     | Ivanildo Fernandes                      |
| 15 | Drapeau de la Tunisie | M     | Chiheb Labidi                           |
| 16 | Drapeau du Paraguay   | D     | Alan Núñez (on loan from Cerro Porteño) |
| 17 | Drapeau de la Tunisie | A     | Motez Nourani                           |
| 18 | Drapeau du Portugal   | M     | André Sousa                             |

| No. | Nat.                  | Position | Nom du joueur       |
| --- | --------------------- | -------- | ------------------- |
| 19  | Drapeau de l'Angola   | A        | Lucas João          |
| 20  | Drapeau du Portugal   | M        | Jota                |
| 21  | Drapeau de la Croatie | M        | Festim Shatri       |
| 22  | Drapeau du Portugal   | M        | Filipe Soares       |
| 23  | Drapeau du Brésil     | M        | Douglas Nathan      |
| 24  | Drapeau de la France  | D        | Lenny Vallier       |
| 26  | Drapeau du Portugal   | M        | Joel Silva          |
| 28  | Drapeau du Brésil     | M        | Igor Liziero        |
| 30  | Drapeau du Portugal   | M        | Martim Gustavo      |
| 33  | Drapeau du Portugal   | D        | Francisco Gonçalves |
| 34  | Drapeau du Brésil     | D        | Léo Santos          |
| 37  | Drapeau du Brésil     | G        | Lucas França        |
| 38  | Drapeau du Brésil     | D        | Zé Vitor            |
| 48  | Drapeau du Brésil     | M        | Josué Souza         |
| 50  | Drapeau du Brésil     | G        | Kevyn Vinícius      |
| 88  | Drapeau du Brésil     | M        | Deivison Souza      |
| 99  | Drapeau du Brésil     | A        | Pablo Ruan          |

### Anciens joueurs
| - Rafik Halliche - Nenê - Maicon - Cristiano Ronaldo - Adriano - Costinha - João Moreira - Miguelito - Henrique Hilário - Marçal | - Serginho - Fábio Santos - Rossato - Georgi Chilikov - Rúben Micael - Diego Benaglio - Marcelo Lipatin - Wendel - Alonso - Manuel Da Costa |